# Paławkowicze
Paławkowicze (biał. Палаўковічы, Pałaukowiczy; ros. Половковичи, Połowkowiczi) – wieś na Białorusi, w obwodzie mińskim, w rejonie kleckim, w sielsowiecie Zubki, nad Ceprą.

## Nazwa
W źródłach wieś pojawia się pod różnymi nazwami. W Słowniku geograficznym Królestwa Polskiego z 1886 główną nazwą są Paułkowicze i alternatywną Paławkowicze. W Skorowidzu miejscowości Rzeczypospolitej Polskiej z 1923 wymienione są jako Połonkowicze, natomiast w rozporządzeniu ministra spraw wewnętrznych z 1927 i na mapie WIG z 1936 jako Paławkowicze. Miejscowa strażnica KOP nosiła zaś nazwę Połowkowicze.

## Historia
W XIX i w początkach XX w. wieś i folwark położone w Rosji, w guberni mińskiej, w powiecie słuckim, w gminie Cimkowicze. Należały do Kondratowiczów.
W dwudziestoleciu międzywojennym trzy miejscowości: wsie Paławkowicze Małe i Wielkie oraz folwark Paławkowicze leżące w Polsce, w województwie nowogródzkim, w powiecie nieświeskim, w gminie Kleck, przy granicy ze Związkiem Sowieckim. Znajdowała się tu wówczas Strażnica KOP „Połowkowicze”.
Demografia w 1921 przedstawiała się następująco:
|                      | Liczba mieszkańców | Budynki | Narodowość  | Narodowość        | Wyznanie    | Wyznanie     | Wyznanie |
| Polacy               | Liczba mieszkańców | Budynki | Białorusini | rzymskokatolickie | prawosławne | muzułmańskie |          |
| -------------------- | ------------------ | ------- | ----------- | ----------------- | ----------- | ------------ | -------- |
| Połonkowicze         | 11                 | 1       | 11          | –                 | 5           | 6            | –        |
| Połonkowicze Małe    | 241                | 46      | 235         | 6                 | 20          | 218          | 3        |
| Połonkowicze Wielkie | 408                | 76      | 408         | –                 | –           | 408          | –        |

Po II wojnie światowej w granicach Związku Sowieckiego. Od 1991 w niepodległej Białorusi.

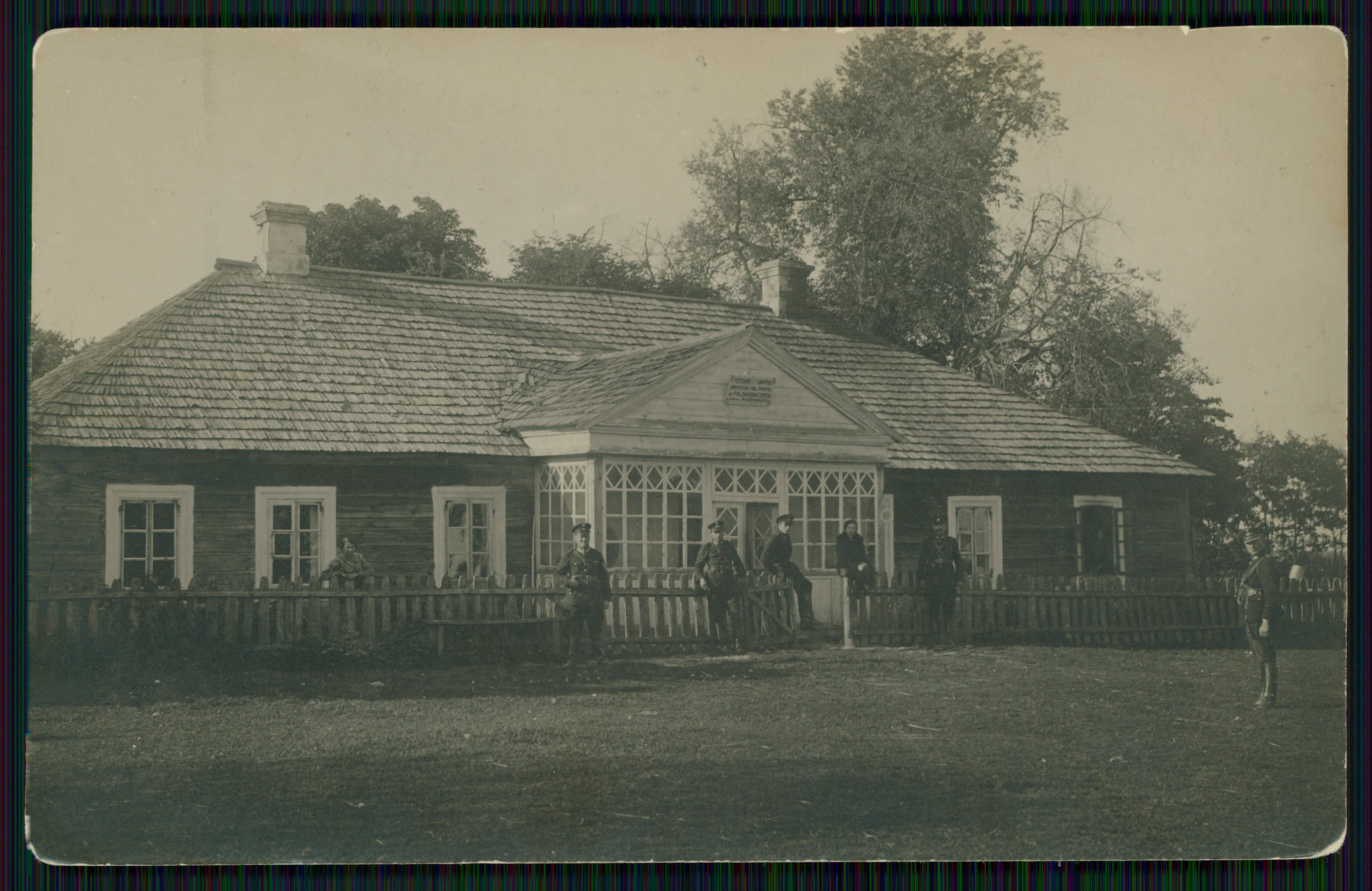
Posterunek Policji Państwowej w Paławkowiczach (1924)